# عجان
العِجان (باللاتينية: Perineum) هي المنطقة الملساء الواقعة بين كيس الصفن والشرج في الذكور والفتحة التناسلية الانثوية والشرج في الإناث، وتعتبر من مناطق الإثارة الجنسية لأنها غنية بالأعصاب. وقد تُشَقّ هذه المنطقة لدى الإناث عند الولادة.

## معرض الصور

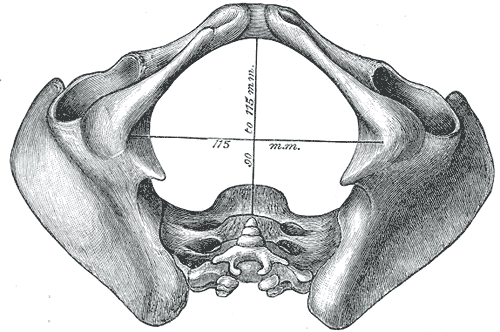
صورة توضّح قطرة فتحة الحوض الصغير عن الأنثى.
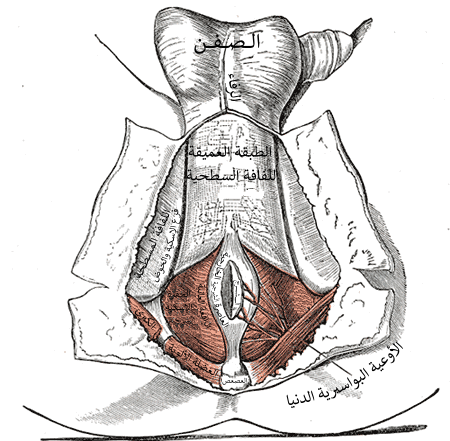
العجان. الطبقة الجلدية والسطحية من اللفافة العضلية السطحية.
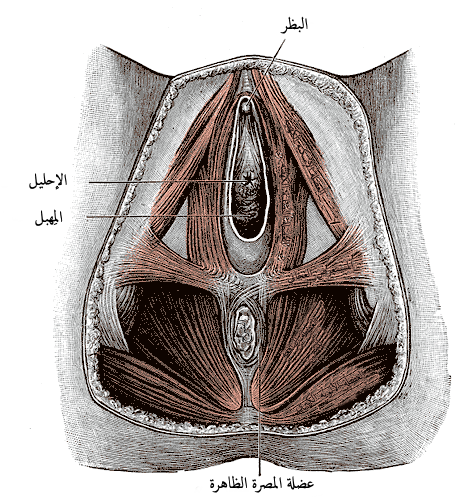
عضلات العجان للأنثى.
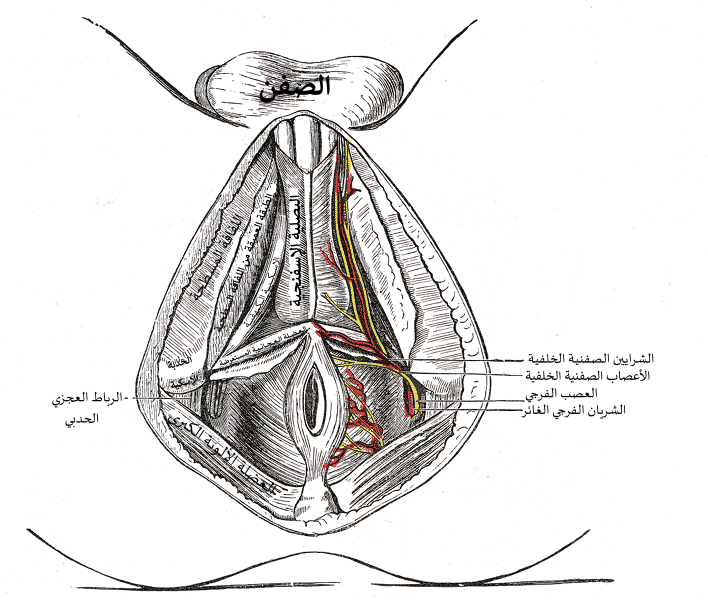
الفروع السطحية من الشريان الفرجي الغائر.
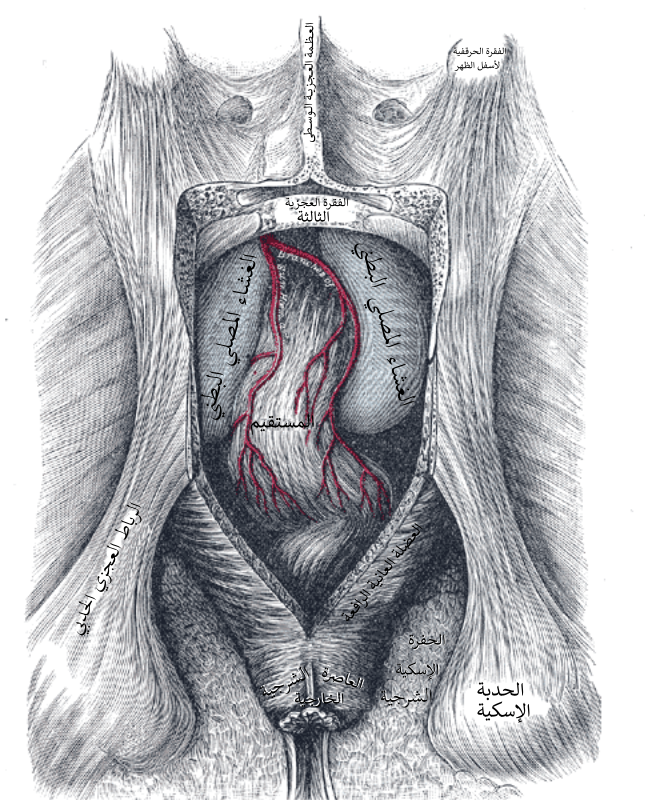
الوضعية الخلفية للمستقيم تظهر بعد إزالة الجزء السفلي من عظام العصعص والعجز.
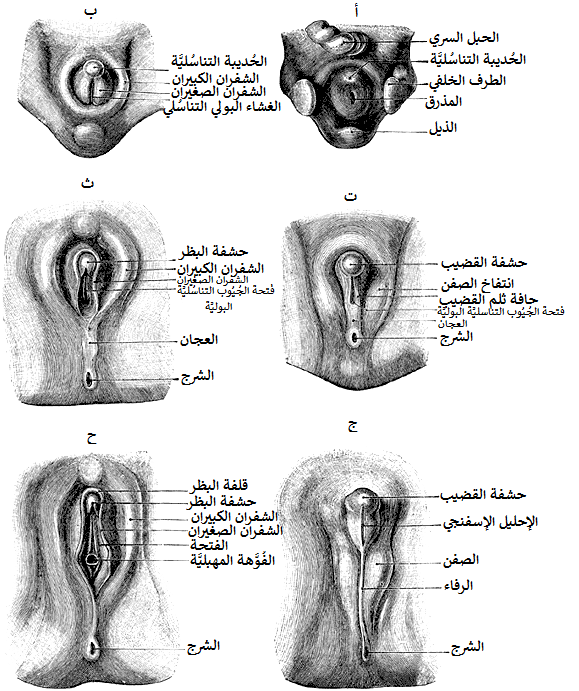
مراحل تطور الأعضاء الجنسية الخارجية عند الذكر والأنثى.

## وصلات خارجية
- Slang words meaning perineum